# Janez Brajkovič
Janez Brajkovič (født 18. december 1983) er en slovensk tidligere professionel cykelrytter.